# Коркодиново
Коркодиново — деревня на территории Николо-Кормской сельской администрации Покровского сельского поселения Рыбинского района Ярославской области .
Расположена на дороге Р104 на участке  Рыбинск — (Углич), между деревнями Тяпкино (в сторону Рыбинска) и Юркино (в сторону Углича). Деревня находится на левом берегу реки Корма, за рекой на правом берегу реки - деревня Кочевка вторая.
Деревня Коркодинова указана на плане Генерального межевания Рыбинского уезда 1792 года.
Население на 1 января 2007 года — 20 человек. По почтовым данным в деревне 48 домов.